# Wilhelm Schöpflin
Wilhelm Schöpflin (* 26. September 1881 in Hägelberg; † 8. Juli 1952 in Lörrach-Haagen) war ein deutscher Unternehmer und der Gründer des Versandhauses Schöpflin.

## Leben
Wilhelm Schöpflin stammte aus einer Bauernfamilie. Nach dem Besuch der Volksschule in Haagen wechselte er auf das Hebel-Gymnasium Lörrach. Danach machte er eine kaufmännische Lehre bei der Brombacher Textilfirma Großmann. Eine Tätigkeit bei einer Basler Speditionsfirma gewährte im Einblick in diese Branche und die Möglichkeit französische Sprachkenntnisse zu erlangen.
Im Juli 1907 eröffnete Schöpflin zusammen mit seiner Ehefrau ein kleines Ladengeschäft in der damals noch selbständigen Gemeinde Haagen. Das Geschäft entwickelte sich langsam aber stetig zur Keimzelle eines Großunternehmens. In diesem Geschäft wurden nebenbei auch Textilreste aus den Fabriken im Wiesental und dem Elsass verkauft. Während des Ersten Weltkriegs führt Wilhelmine Schöpflin den Laden alleine, da ihr Mann im Kriegsdienst war. Nach dem Krieg gestaltete sich der Ausbau des Geschäftes schwierig und durch die Inflation geriet die Firma 1923 an den Rand des Ruins.
Mit dem Einstieg in den Textilgroßhandel 1924 begann ein rapides Wachstum und 1925 traten die Söhne in das Unternehmen ein. Vor der Weltwirtschaftskrise 1929 schränkte Schöpflin die Kreditvergabe an Großhandelskunden ein und wandte sich dem Kundensegment der Endverbraucher zu. 1930 gründet Schöpflin ein Versandhaus, wozu nach der Firmenüberlieferung ein Besuch in einem Pariser Kaufhaus den Anstoß gab.

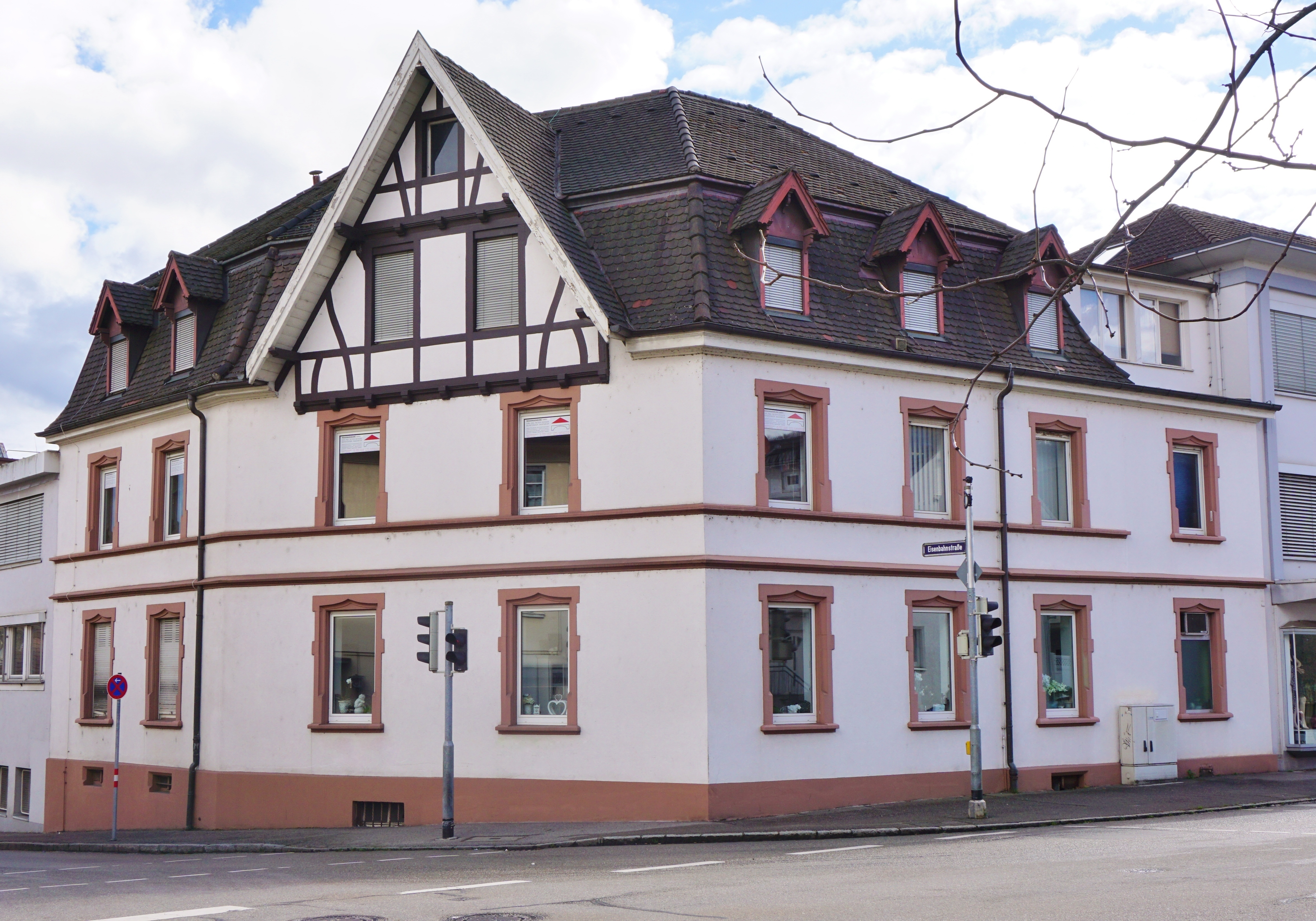
Stammhaus des Versandhauses Schöpflin in Lörrach-Haagen

1931 entstand daraus die Textilmanufaktur Haagen Wilhelm Schöpflin. 1938 übernahm er die Textilmanufaktur Gebrüder Grossmann in Brombach und mit dieser Firma auch 62 Werkswohnungen. 1941 übernahm Wilhelm Schöpflin wieder die operative Leitung des Unternehmens, da seine Söhne, Hans und Rudolf, zum Militärdienst eingezogen wurden. Er gründete die Wilhelm Schöpflin-Stiftung eine Unterstützungs- und Pensionskasse für seine Mitarbeiter.
1948 kamen Hans und Rudolf Schöpflin wieder zurück und übernahmen die Geschäftsleitung der Schöpflin-Gruppe.

## Familie

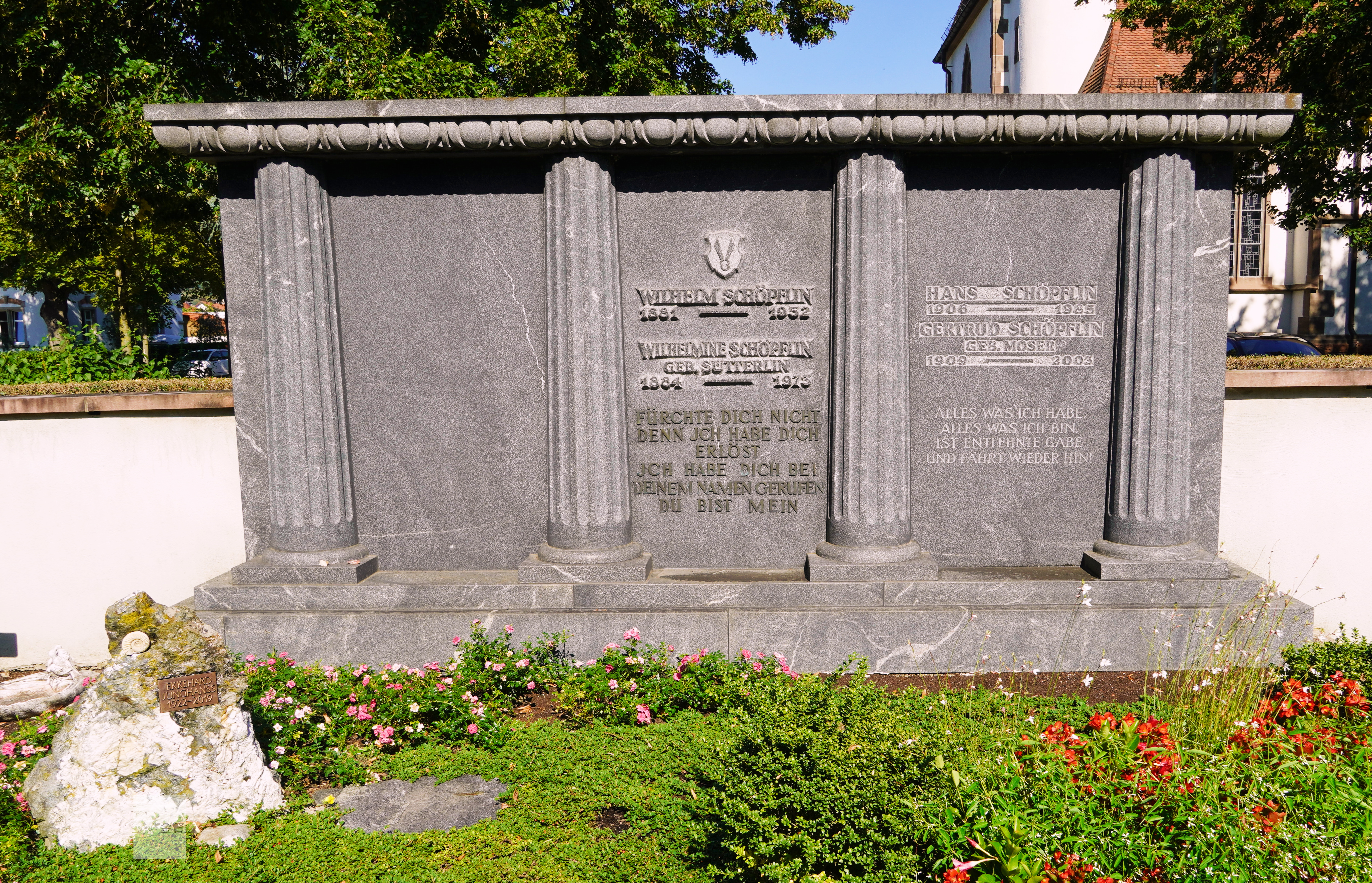
Grabmal Schöpflin-Sütterlin in Lörrach-Brombach

Am 22. März 1906 heiratete Wilhelm Schöpflin in der evangelischen Brombacher Germanuskirche Wilhelmine Sütterlin (1884–1973), mit der er zwei Söhne hatte:
- Hans (1906–1985) ⚭ 5. September 1935 Trudel Moser[7] (1909–2003)
  - Heidi Schöpflin-Junghanss
  - Hans Schöpflin[8]
  - Albert Schöpflin[9], Fotograf, Filmschaffender, Maler ⚭ Gisela Szemere
    - Nikola
    - Stefanie
    - Christian
- Eduard Rudolf (1910–1978)[10] ⚭ 23. Mai 1940 Annemarie Schmidt[11] (1919–2011)

## Ehrungen
1951 wurde er Ehrenbürger der damals noch selbständigen Gemeinde Haagen. In Lörrach-Brombach ist eine Straße nach Wilhelm Schöpflin benannt.